# Machine de Montréal
Stade
Maillots
La Machine de Montréal était la seule équipe canadienne dans la World League of American Football, une ligue créée par la Ligue nationale de football afin de développer le football américain en dehors du sol américain. 
Cette équipe fut en activité pendant les saisons 1991 et 1992, évoluant dans la division Nord-américaine Est, où elle se classa chaque fois en troisième position sur quatre équipes, manquant chaque fois les playoffs. Après avoir affiché un bilan de 4 victoires et 6 défaites lors de leur première saison, l'équipe montréalaise ne remporte que deux de ses dix matchs en 1992. L'entraîneur de la Machine était Jacques Dussault.
La Machine de Montréal s'est éteinte en même temps que la World League of American Football qui renaît en 1995 sous le nom NFL Europa, mais sans les sept clubs nord-américains qui la composaient.

## Historique
En 1989, Paul Tagliabue, commissaire de la Ligue nationale de football, amène le projet d'une ligue de développement printanière de football américain administrée par sa ligue et qui serait mondiale. La ligue sera connue sous le nom de World League of American Football. Le 18 juillet 1989, les propriétaires des équipes de la LNF décident qu'ils veulent une équipe de football à Montréal, soit dans une des douze villes de la future nouvelle ligue. Les personnes à l'origine de la future franchise de Montréal sont Gerry Snyder (ancien responsable de la venue des Expos de Montréal et de l'organisation des Jeux olympiques de 1976) et Jacques Francœur (ancien président d'Unimédia et Ron S. Wilson. Le groupe qui veut amener une franchise dans la métropole québécoise désire baptiser cette équipe, Les Olympiques. 
Le 26 janvier 1990, Paul Tagliabue, déclare que Montréal fera partie de la WLAF en 1991 et que la candidature de la ville sera sérieusement considérée pour l'expansion de la LNF. Le 26 avril 1990, dans une conférence de presse donnée à Montréal en présence de Jean Doré (maire de Montréal), Pierre Bibeau (de la Régie des installations olympiques) ainsi que de Tex Schramm (Directeur de la WLAF) confirme la présence d'une franchise de cette ligue dans la métropole québécoise. La première partie est prévue pour le 23 mars 1991. En août 1990, Gerry Snyder continue son opération charme pour trouver des investisseurs afin d'obtenir les moyens financiers pour pouvoir créer la franchise de Montréal. Jacques Francœur quitte le projet. 
La ligue Mondiale de football américain est une création de la LNF. Ses concepteurs ont imaginé une formule révolutionnaire dans le sport professionnel. Quelques exemples: les joueurs sont sous contrat avec la ligue et pas avec une équipe. La ligue fait en sorte que les diverses formations sont d'égale valeur. La ligue embauche et paie les entraîneurs des équipes. Elle verse le salaire des joueurs et paie les frais de transport de toutes les franchises. Des équipes européennes font partie du circuit : Barcelone, Londres et une ville allemande pourraient présenter une franchise. La saison comportera dix matchs et débutera en mars 1991. 
Le 14 novembre 1990, la LNF confirme officialiellement que la première saison de la WLAF débutera en mars 1991 avec 10 équipes (comprenant la ville de Montréal) réparties en trois divisions. La division européenne se compose de franchises établies à Londres, Barcelone et Francfort. Les équipes de l'Est de l'Amérique du Nord sont New York, Montréal, Orlando (Floride), ainsi qu'une formation représentant la Caroline du Nord et la Caroline du Sud. Sacramento, San Antonio et Birmingham forment la division Ouest de l'Amérique du Nord. Vers la mi-novembre 1990, l'identité du propriétaire de la franchise de Montréal n'est pas connu mais elle n'est plus entre les mains des précurseurs Gerry Snyder et de Ron Wilson (promoteurs de longue date du football LNF à Montréal). On parle pour la première fois le 20 décembre 1990, de la possible désignation de Jacques Dussault comme entraîneur de l'équipe de Montréal. Quelque temps auparavant, il se rend à Dallas pour s'entretenir avec Jerry Vanisi (vice-président de la Ligue mondiale). Dussault se déclare intéressé par le poste même s'il doit quitter ses élèves de l'Université de Mount Allison.
Le 21 décembre 1990, la WLAF annonce officiellement que l'équipe de Montréal portera le nom de "Machine de Montréal". Roger Doré, directeur de la promotion à la Brasserie Labatt et propriétaire minoritaire à raison de 10 %de la franchise, en devient le président. En attendant la désignation de propriétaires locaux, l'équipe sera gérée par la ligue tout comme celle de Francfort. La valeur de la franchise est de 11 millions de dollars américains. Le choix du nom de l'équipe et de ses couleurs ont été choisis par la ligue.

### Saison 1991
Le 15 janvier 1991, une conférence de presse officialise la nomination de Gordon Cahill, originaire de Gaspé, comme Directeur-gérant de la Machine de Montréal. Jacques Dussault est nommé  entraîneur-principal de l'équipe. L'équipe d’entraîneurs-adjoints comprend Joe Faragalli (coordonnateur à l'attaque et responsable des quart-arrières), Paul Pawlack (responsable des porteurs de ballon et des receveurs espacés), Jack Salavantis (ligne offensive), Hank Hugues (entraîneur des secondeurs, des démi défensifs et adjoint de Dussault). Don Sutherin est responsable de la défense. 
En vue du camp d'entrainement de l'équipe, le quart-arrière québécois, Chris Flynn, décide de tenter sa chance avec l'équipe. Flynn a été nommé meilleur joueur universitaire au Canada de 1988 à 1990 alors qu'il évoluait chez les Huskies de St.Mary's. Le sprinter Bruny Surin et le comédien Deano Clavet font partie des invités spéciaux présents lors de la première journée du camp. Celui-ci se tient à l'Université Central Florida State à Orlando en Floride. Le 31 janvier 1991, Chris Flynn devient le premier joueur de la WLAF à parapher un contrat avec une équipe et devient le premier joueur de la Machine de Montréal. Concernant les reproches adressés à Flynn (il n'aurait pas un bras pour lancer dans les ligues majeures), Dussault déclare : «Ils peuvent penser ce qu'ils veulent. Moi, je sais que nous allons utiliser un ballon plus petit, que nous allons jouer sur un terrain plus petit et que les qualités de Chris nous conviennent parfaitement.». Le 10 février 1991, la WLAF détermine le rang des équipes en vue du repêchage des équipes. La Machine de Montréal hérite du premier choix du premier tour pour les ailiers rapprochés, du deuxième choix pour les quart-arrière, du troisième pour les joueurs de ligne offensive, du quatrième pour les demi défensifs, du cinquième pour les botteurs, du sixième pour les joueurs de ligne défensive, du septième pour les secondeurs, du huitième choix pour les punters, du neuvième pour les receveurs éloignés et du dixième pour les porteurs de ballon. Le 14 février, la Machine sélectionne comme premier joueur le bloqueur Jeff Novak. L'équipe désire acquérir des joueurs de caractère. Dans le cadre du concept de joueurs "projet découverte", La Machine a décidé de placer les noms du quart-arrière Chris Flynn, le joueur de ligne défensif Hency Charles qui jouera pour les Alouettes de Montréal dans la ligue canadienne de football, le porteur de ballon Jamie Gray en provenance de l'Université Mount Allison et du kicker Steve Kasawski. Parmi les autres joueurs sélectionnés, on trouve Bob Kula, les gardes Kevin Lightner et Michael Harris. Concernant les demis défensifs, l'équipe de Jacques Dussault sélectionne Bobby Joe Edmonds des Seahawks de Seattle, Elroy Harris, Broderick Sargent en provenance des Cowboys de Dallas, Darryl Harris et Ricky Johnson. Du côté des botteurs, la Machine sélectionne Bjorn Nittmo en provenance des Chiefs de Kansas City. Du côté des quart-arrières, la Machine sélectionne Kevin Sweeney des Cowboys de Dallas. En deuxième choix, l'équipe d’entraîneurs sélectionne Mike Johnson. En troisième choix, Todd Santos et en quatrième Michael Proctor. Du côté des receveurs éloignés, Mike Cadore est choisi en provenance des Argonauts de Toronto, Willie Snead, Byron Franklin, Mike Ford, Todd White, Rich Estell, Gary Couch et Leslie Duncan. Pour les ailiers rapprochés, sont choisis Keith Jennings, K.D. Dunn et Willians Harris. Sont ensuite sélectionnés Ray Savage comme secondeurs intérieursDan Murray et George Little comme demi de coin.
Sur le plan administratif, le 22 février 1991, la Machine de Montréal est acquise par Roger Doré pour la somme de 11 millions de dollars américains (un million de dollars américains à régler pour l'année 1991 et 500 000 chaque année pendant les 20 prochaines années). Doré est un ancien journaliste sportif ayant couvert les Nordiques de Québec et les Remparts de Québec. Il a également été agent de presse pour l'Hippodrome de Québec. Concernant les secondeurs, la Machine repêche Derrick Little, Dan Murray, Greg Gilbert. Le camp d'entrainement de la Machine a lieu sur le campus de l'Université Central Florida à Orlando. 71 joueurs s'y présentent sous les ordres de Jacques Dussault. Durant le camp, la Machine dispute un match amical contre le Thunder d'Orlando le 12 mars 1991 au stade Citrus Florida Bowl. Le match se termine sur le score de 31-31.
Le 18 mars 1991 au Stade Olympique, a lieu une conférence de presse destinée à présenter les joueurs qui feront partie du roster final. Sont entre autres présents, Jeff Novak, Dave DesRochers, K.D. Dunn, le receveur éloigné Willie Head, le porteur de ballon, Darryl Harris, le demi de coin Richard Shelton et le maraudeur Tyron Jones. Le 20 mars 1991, une conférence téléphonique est organisée entre Mike Lynn président de la WLAF et des journalistes de Montréal. Dans son intervention, il indique que Montréal ne sera pas considéré advenant une expansion de la LNF parmi les villes de la WLAF. Le ton convaincant de Lynn tranche avec le discours mi-figue mi-raisin de Dan Rooney (président du comité d'expansion de la NFL) lors de sa visite à Montréal en août dernier. Rooney avait répondu évasivement aux questions, sans fermer complètement la porte aux chances de Montréal d'obtenir un jour une place dans la compétition.
Le 22 mars 1991, la Machine dispute le premier match de son histoire contre le Fire de Birmingham en Alabama. L'équipe de Jacques Dussault le remporte 20 à 5 grâce à sa défense et grâce au porteur de ballon Elroy Harris. néanmoins l'indiscipline et les pénalités sont trop nombreuses (deux fois pour brutalité) ce qui aurait pu faire perdre l'équipe. La partie est particulière d'une part parce qu'ils affrontent Chan Gailey, un ex-entraîneur NFL ayant participé à plusieurs Super Bowl et d'autre part parce que le match se déroule au stade Legion Field, stade légendaire dans le sud des États-Unis. De plus, le spectacle de la mi-temps, met en scène a lieu au centre du terrain le légendaire Jerry Lee Lewis. Le 24 mars 1991, a lieu la première présentation officielle des joueurs participant à l'édition 1991 pour la Machine. Cette présentation se déroule à Montréal au Complexe Desjardins. Le 25 mars 1991, l'engouement pour l'équipe est tel que, pour le premier match à domicile, plus de 2 500 billets sont vendus en une seule journée.
Le premier match joué à Montréal a lieu le 1er avril 1991 contre les Dragons de Barcelone. Une controverse survient avant le début de cette partie. Après chaque match, les équipes doivent faire parvenir un film détaillé de ce match à leurs futurs adversaires, ce qu'ont fait les responsables de la Machine mais ce qu'ont omis de faire ceux des Dragons. Ces films constituent un instrument de travail indispensable pour la préparation des matchs. Les Dragons reçoivent une amende de la ligue. 53 500 billets sont vendus pour ce match au Stade Olympique. La cérémonie d'ouverture met en exergue l'esprit olympique des villes de Montréal et de Barcelone, rendant hommage aux olympiens Nadia Comăneci, Gaétan Boucher ainsi qu'aux espoirs du Canada pour les futurs Jeux olympiques d'été de 1992. Les hymnes nationaux et le spectacle de la mi-temps sont confiés au trompettiste de Montréal Maynard Ferguson accompagné de son Big Bop Band mais l'hymne national canadien est copieusement hué. La Machine perd ce match 31 à 10. L'équipe de Jacques Dussault prend l'avance 3-0 à la suite d'un field goal de Bjorn Nittmo. Ils augmentent leur avance à 10-0 grâce à un touché de Broderick Sargent. Par la suite, les Dragons inscrivent trois touchés de suite. Dussault déclare : " À certain moments, chacune de nos unités s'est mise à mal jouer. Et puis tout le monde en même temps...". Dans la chronique hebdomadaire de Jacques Dussault, publié dans le journal La Presse, il mentionne que l'absence du film des Dragons a considérablement perturbé leur plan de match mais qu'ils ont néanmoins perdus contre une grande équipe qui était meilleur que La Machine cette semaine-là. Après ces deux parties, l'équipe travaille sur deux problèmes précis en vue du prochain match : la couverture de zone et la pression sur le quart-arrière. Le 3 avril 1991, a lieu à New York une réunion des propriétaires des équipes de la Ligue Mondiale. Roger Doré confirme que Montréal est candidature pour la présentation du World Bowl 1992 se tenant dans une ville du circuit de la ligue mondiale. C'est Montréal qui a le record d'assistance de la Ligue Mondiale pour un match d'ouverture d'une équipe à domicile. 
Le troisième match de la Machine a lieu au Stade Olympique, le 8 avril 1991, devant 27 766 spectateurs. L'équipe de Jacques Dussault remporte la partie 23-10 contre le Fire de Birmingham grâce, notamment, aux performances d'Elroy Harris. Le quatrième match a lieu au Stade Olympique contre le Fire de Birmingham (défaite 44-0). À la mi-temps, le score est de 34 à 0 pour l'équipe de l'Alabama. Les dirigeants de la Machine avaient décidé de ne plus faire jouer les hymnes nationaux à la suite des huées contre l'hymne national canadien lors du premier match à domicile. Bien des réactions surviennent face à cet incident. Le 17 avril, deux joueurs talentueux de la Machine sont renvoyés : le tight-end Keith Jennings et le porteur de ballon Elroy Harris. Dussault explique que les joueurs individuellement ne peuvent pas être plus important que leurs coéquipiers, que les entraîneurs de la Machine trouvaient que ces joueurs se trouvaient des raisons pour ne pas travailler avec leurs coéquipiers. Harris avait déjà été libéré à deux reprises par d'autres équipes pour des motifs non-sportifs. Deux joueurs sont envoyés par la ligue pour les remplacer soit le plaqueur Steve Fumi et le receveur éloigné  Gary Cooper. 
Avant leur premier match en Europe du 20 avril 1991 contre les Monarchs de Londres au Stade de Wembley, une première crise secoue l'équipe. Une démission collective des entraîneurs est évitée de peu. Un malentendu entre le président de l'équipe Roger Doré et le directeur-général de la Machine, Gordon Cahill est à l'origine du problème. Doré a accusé Gordon Cahill et Jacques Dussault d'avoir pris une décision injustifiée lors du renvoi de Elroy Harris. Doré aurait promptement exprimé qu'il mettait en doute leur jugement. Cahill aurait alors remis sa démission. Jacques Dussault et ses adjoints auraient menacé de faire de même si Cahill était démis de son poste. Roger Doré déclare ensuite qu'un manque de communication et de connaissance de sa part concernant la manière de composer une équipe de football auraient causé ce malentendu. Finalement tout rentre dans l'ordre après un mea culpa de Doré : "Le métier de président d'une équipe de football, ça s'apprend". Pour ce match, Dussault choisit Michael Proctor comme quarterback titulaire en remplacement de Kevin Sweeney. La Machine perd 45 à 7. Dussault décide ensuite de s'occuper de l'attaque à la place de Joe Farragalli. Dussault qui depuis le début de la saison s'occupait prioritairement de la ligne défensive et des unités spéciales, délègue dès lors à Gary Hughes la responsabilité des unités défensives. 
Le 2 mai 1991, la direction de la Machine lance une campagne de marketing et de publicité auprès de ses supporters afin d'obtenir l'organisation de la finale du World Bowl 1992. 
L'"Opération World Bowl 1992" comprend : 
- une soirée au cours de laquelle les amateurs de football seront invités à rencontrer l'entraîneur Jacques Dussault et ses joueurs pour analyser le match du samedi précédent contre le Surge de Sacramento ;
- une grande journée «porte ouverte» à l'intention des amateurs de football se déroulant le samedi le 11 mai 1991 ;
- toute la population est invitée à assister à l'entraînement de l'équipe ;
- les 10 000 premiers jeunes se présentant au Stade reçoivent une casquette aux couleurs de l'équipe ;
- ceux qui auront revêtu leur équipement de football pourront prendre part aux 30 premières minutes de l'entraînement ;
- tous ceux qui profiteront de cette journée «porte ouverte» se verront remettre une carte postale, pré-affranchie et adressée à Mike Lynch, président de la ligue Mondiale. Cette carte comporte un message appuyant la candidature de Montréal pour la présentation du match de championnat de 1992.

Le 13 mai 1991, les Skyhawks de Raleigh-Durham jouent à Montréal et Lynch assiste au match. D'autres cartes postales sont mises en circulation et les spectateurs sont invités à manifester leur appui. Les 20 000 premiers arrivés recoivent un livre des règlements du football américain. De plus, un spectateur chanceux remporte un voyage pour quatre personnes au World Bowl de Londres de juin 1991. 
À cette même période, le joueur défensif Jerry Leggett est congédié par l'équipe et est remplacé par le plaqueur défensif  George Little. Leur troisième victoire survient au septième match de la saison contre le Surge à Sacremento (26-23). À cinq secondes de la fin du temps supplémentaire, le botteur Bjorn Nittmo réussi le field goal gagnant. Après 7 rencontres dont 3 à domicile, on apprend, le 9 mai 1991, que la Machine de Montreal possède, avec 38 400 spectateurs, la meilleure moyenne d'assistance des équipes de la WLAF.
Pour pallier la perte de son quart-arrière Kevin Sweeney blessé à la tête, la franchise embauche le Ben Brown. Brown avait disputé sept matchs avec les Eagles de Philadelphie en 1989. La franchise engage en plus un nouveau receveur éloigné, Steve Williams. Le 11 mai 1991, a lieu la journée "portes ouvertes" permettant entre autres, la visite des installations et la prise de photos avec les joueurs (comme avec le quart-arrière Michael Proctor). La Machine remporte le match du 13 mai 1991 sur le score de 15 à 6 contre les SkyHawks de Raleigh-Durham devant 20 123 spectateurs au Stade Olympique de Montréal. Grâce à cette victoire, la Machine rejoint les Knights de New York à la première place de la Division Est de l'Amérique du Nord. L'équipe remporte le match grâce aux unités spéciales et aux botteurs. Le président de la Ligue mondiale de football américain, Mike Lynn est présent au match. La ligue débute la distribution d'un guide pour les spectateurs permettant d'apprendre les rudiments du football américain. Malheureusement, certaines lacunes dans la traduction en version française sont présentes. Le 19 mai, la Machine perd 27 à 10 contre les Riders de San Antonio. Le quart-arrière Mike Johnson de San Antonio a réussi 12 de ses 24 passes pour un gain total de 200 verges. Il a lancé une passe de touché, gagné 62 autres verges en cinq courses. Du côté du porteur de ballon, Ricky Blake, le meilleur de la ligue, a gagné 35 verges en 15 courses, marquant deux touchés. Blake totalise 533 verges par la course sur la saison. Dans son article publié le 25 mai 1991 dans le journal La Presse , Jacques Dussault décrit l'ambiance dans son équipe et dans la ligue. Il explique qu'il a congédié trois joueurs, un pour améliorer l'équipe mais les deux autres pour assainir l'atmosphère dans le vestiaire. 
L'espoir de participer aux playoffs malgré une fiche de 4 victoires et 5 défaites se termine le 25 mai au soir après la victoire 38 à 9 des Knights de New York-New Jersey contre les Riders de San Antonio. Le dernier match de la saison au Stade Olympique est joué pour la forme et pour les fans. L'équipe de Jacques Dussault s'incline 33 à 27 en prolongation contre le Thunder d'Orlando. Dans un match électrisant, l'équipe est revenue à la marque lors du quatrième quart pour aller en prolongation. Avec une avance de 20 à 9 pour le Thunder, la Machine revient dans le match avec un touché de Steve Fumi et une transformation de Darryl Harris. Le score est 20 à 17 pour Orlando à 3 minutes et 30 secondes de la fin du match. À moins de deux minutes de la fin du match, un touché de Darryl Harris permet à la Machine de mener 24 à 20. Malgré cela, l'équipe s'incline lors de la prolongation mettant un terme à leur saison.
Dans le cadre de la présentation du premier World Bowl de la WLAF du 9 juin 1991, le propriétaire et président Roger Doré se déplace à Londres pour tenter d'obtenir officiellement le World Bowl de 1992 à Montréal. Il doit aller faire une présentation de sa candidature et des installations face aux autres propriétaires de la ligue et face aux dirigeants de la WLAF. Il est aidé dans cette tâche, par la présence dans la délégation de Pierre Payette (président de l'Office des Congrès de Montréal), de M. Charles Lapointe et Pierre Bibeau (respectivement président et le vice-président de la Régie des installations olympiques) ainsi que de Gordon Cahill (son directeur général) et Pierre Villeneuve (son responsable du marketing).
Le 7 juin 1991, le wide receiver Gary Cooper tombe dans un coma occasionnel après un accident de la route ayant causé la mort des occupants d'une autre voiture qu'il avait heurtée.
Durant la l'inter-saison, l'équipe perd plusieurs joueurs importants partis vers des équipes NFL. Les botteurs Chris Morh et Bjorn Nittmo ont signé avec les Bills de Buffalo. Le demi de coin Steve Lofton a signé chez les Cards de Phoenix. Le garde Bob Kula a fait de même avec les Steelers de Pittsburgh. Les Browns de Cleveland ont engagé le quart-arrière Michael Proctor et l'ailier rapproché K.D. Dunn, deux joueurs qui constituaient un excellent duo en fin de saison. 
La Machine de Montréal est finalement classée deuxième des équipes de la WLAF avec une moyenne de plus de 31 000 spectateurs pour ses matchs à domicile. Le 2 juillet 1991, la Machine annonce que le contrat du directeur-général, Gordon Cahill, n'est pas renouvelé en vue de la prochaine saison. Le 23 octobre, les représentants de la NFL vote en faveur de la continuité de la WLAF pour une durée de trois saisons dès la saison 1992. Le 20 décembre, une annonce officielle confirme que le World Bowl de 1992 de la WLAF aura lieu au Stade olympique de Montréal. Le match aura lieu le 6 juin 1992.

### Saison 1992
En vue de la préparation de la deuxième saison, le 9 janvier 1992, Les dirigeants de La Machine de Montréal remettent une liste de 26 joueurs protégés aux autorités de la ligue Mondiale de football. Six membres de la dernière formation ont été libérés : le joueur de ligne O'Neill Gilbert, le linebacker Harry Walls, les wide receivers Mike Cadore et Willie Snead , le tight-end Steve Fumi et le quart-arrière Davis Dacus. La deuxième repêchage a lieu les 4 et 5 février 1992 et Montréal y est classée au troisième rang. 
Le 26 janvier 1992 a lieu le Super Bowl XXVI entre les Bills de Buffalo et les Redskins de Washington. L'ancien joueur de Montréal Chris Mohr fait partie de l'équipe de Buffalo. Ce dernier ne reviendra pas dans la WLAF continuant sa carrière en NFL. Pour cette deuxième saison, de nouveaux entraîneurs se greffent à l'équipe : Joe Clark devient le coordonnateur de la formation offensive, Mark McHale devient l’entraîneur de la ligne défensive. Hank Hughes qui était coordonnateur défensif s'occupera aussi des linebackers, Scott Lustig devient entraîneur de la ligne défensive et des unités spéciales. Un nouveau directeur-général est nommé pour l'équipe, il s'agit de Chet Franklin.
En vue de la nouvelle saison, un nouvel accord avec la NFL permet à ses équipes de parrainer les équipes de la WLAF. La Machine de Montréal est parrainée par quatre équipes de l'est des États-Unis soit les Bills de Buffalo, les Bears de Chicago, les Steelers de Pittsburgh et les Patriots de la Nouvelle-Angleterre. Ces équipes fourniront quelques joueurs à l'équipe de Montréal. Lors de la Draft de 1992, l'équipe de Montréal choisit en premier choix le cornerback Emanuel King appartenant aux Raiders de Los Angeles.